# Frank Schneider (Schiedsrichter)

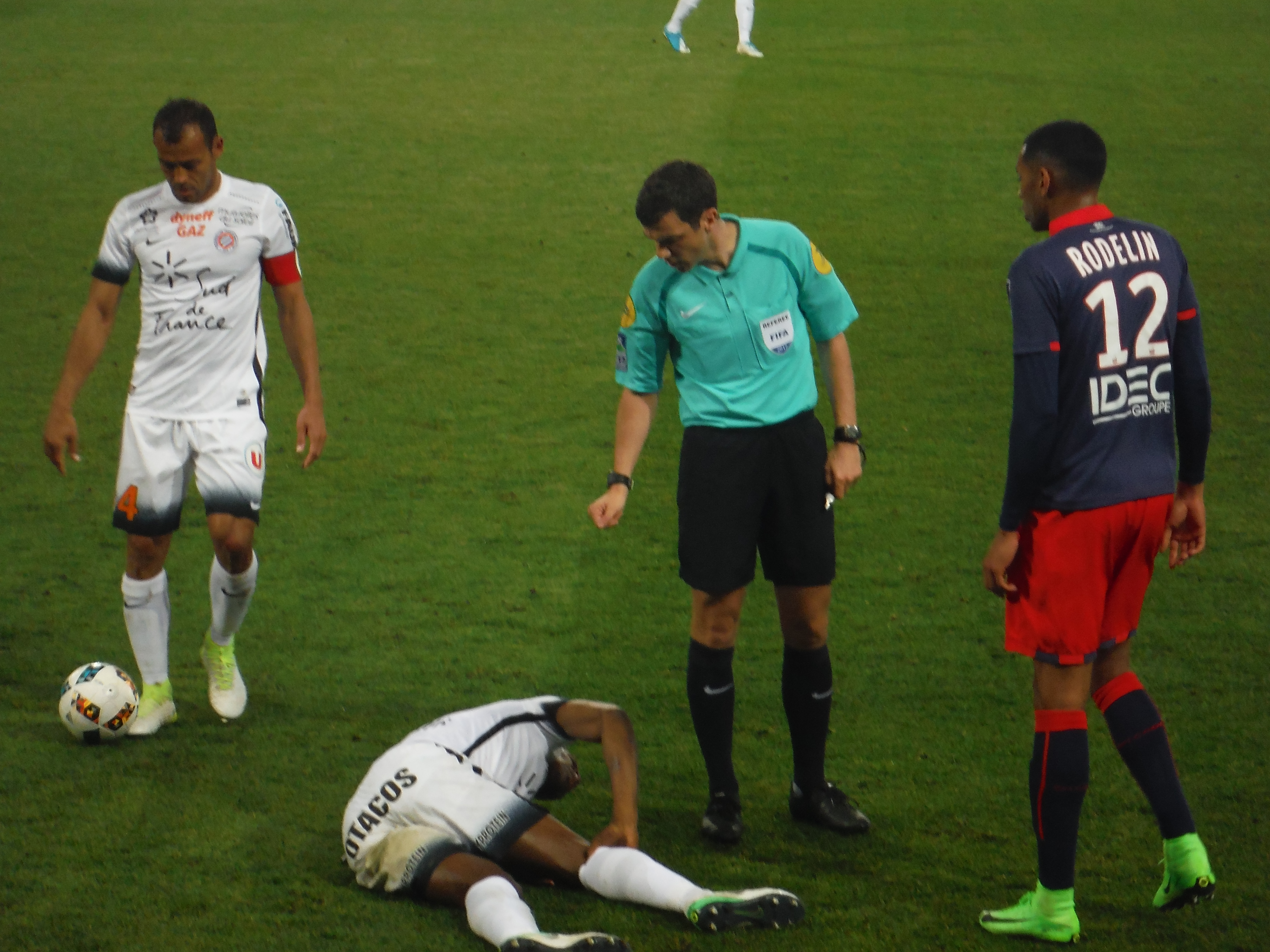
Frank Schneider (2017)

Frank Schneider (* 11. Mai 1979 in Straßburg) ist ein ehemaliger französischer Fußballschiedsrichter.
Schneider leitete seit der Saison 2009/10 insgesamt 112 Spiele in der Ligue 2 und seit der Saison 2010/11 insgesamt 128 Spiele in der Ligue 1.
Von 2016 bis 2021 stand er auf der Liste der FIFA-Schiedsrichter und leitete internationale Fußballpartien.
Am 1. April 2017 leitete Schneider das Finale der Coupe de la Ligue 2016/17 zwischen AS Monaco und Paris Saint-Germain (1:4).
Im Juli 2022 beendete Schneider seine aktive Schiedsrichterkarriere.